# Hipòtesi dels tres sectors

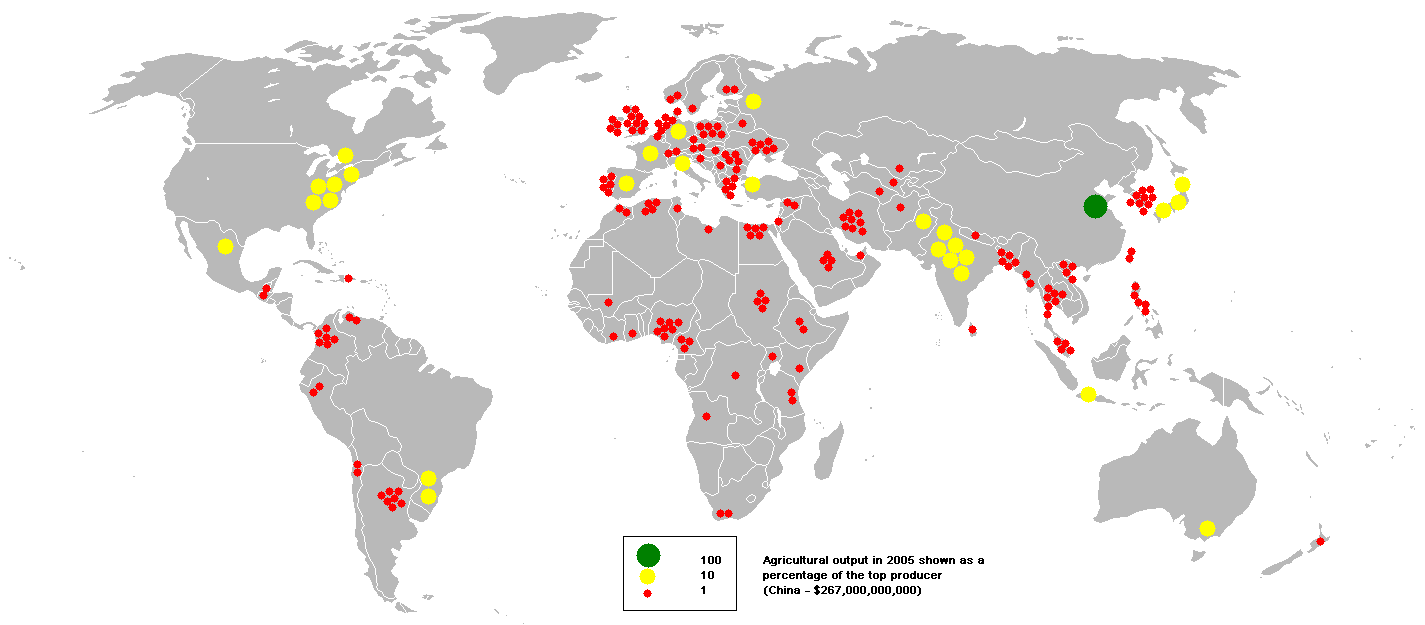
Producció agrícola el 2005

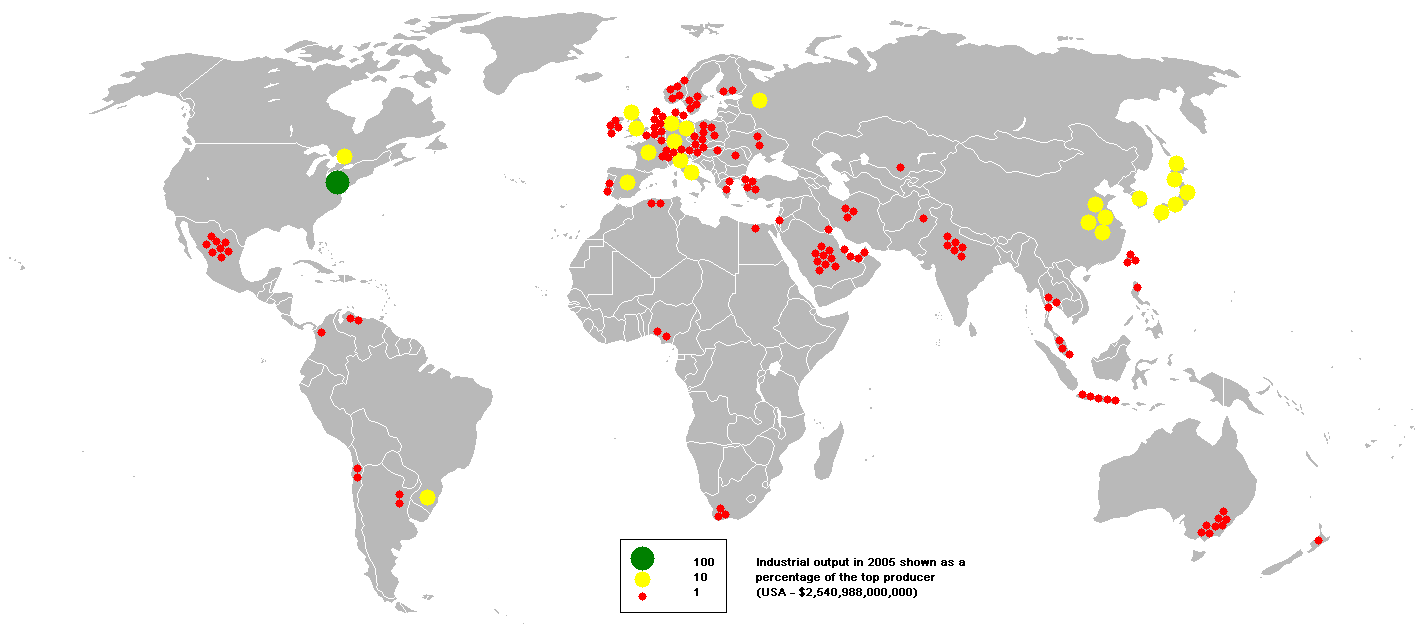
Producció industrial el 2005

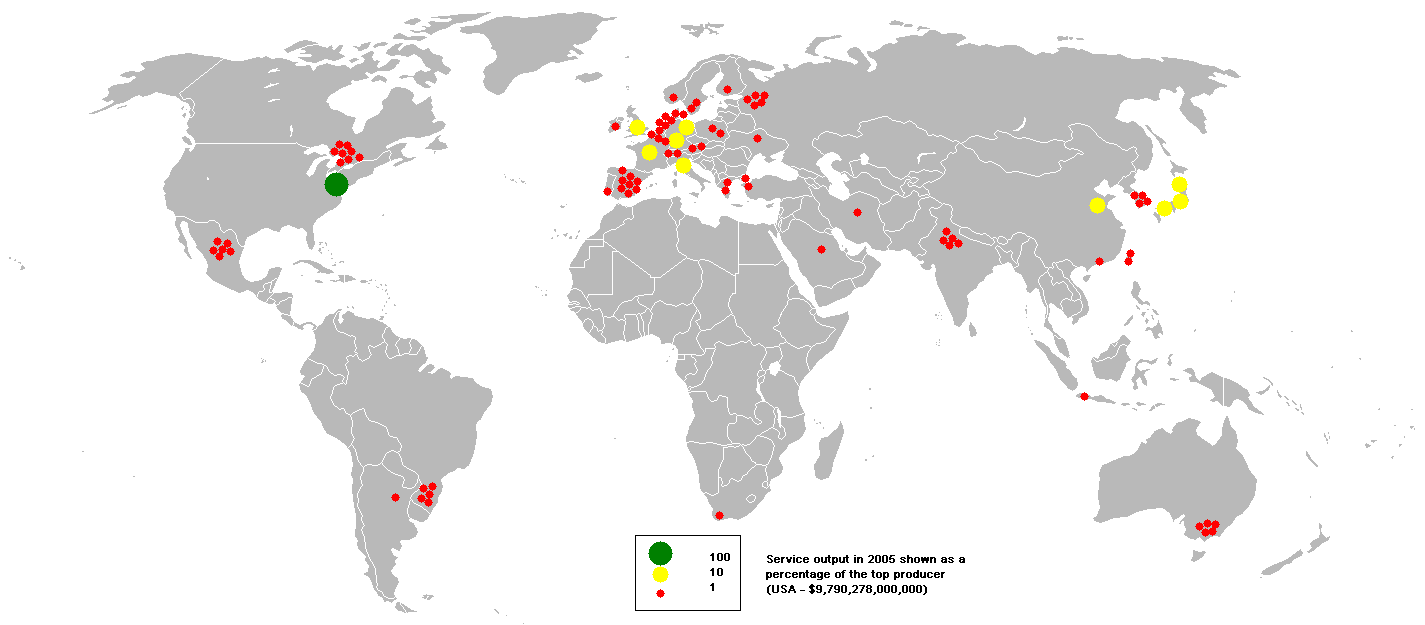
Producció de serveis en 2005

La hipòtesi dels tres sectors és una teoria que divideix l'economia en tres sectors d'activitat: l'extracció de matèries primeres (primari), la manufactura (secundari), i els serveis (terciari). Un mateix producte final pot passar consecutivament pels tres sectors, ja que en primer lloc s'extreuen de la natura, després es fabrica i munta amb els seus components i finalment es ven. La teoria va ser desenvolupada per Colin Clark i Jean Fourastié.
Els països amb una baixa renda per capita estan en un estadi primerenc de desenvolupament, la major part dels seus ingressos nacionals són a base de la producció del sector primari. Els països amb un estadi més avançat de desenvolupament, amb ingressos nacionals intermedis, obtenen els seus ingressos principalment del sector secundari. Als països altament desenvolupats amb elevats ingressos, el sector terciari domina les sortides totals de l'economia.

## Prediccions incorrectes de la hipòtesi
Mentre que alguns estudis empírics semblen donar suport a la hipòtesi dels tres sectors, a La gran esperança del segle XX de Fourastié es poden trobar quatre prediccions inexactes:
1. D'acord amb Fourastié, la transició des del sector secundari al terciari hauria d'eliminar la desocupació, perquè el sector terciari té una grandària il·limitada. Però quan la seva teoria va aparèixer en els anys 30, no va tenir en compte els enormes desenvolupaments tecnològics que transformarien el sector serveis, com ara la invenció dels ordinadors.
2. Fourastié va creure que no hi hauria estats que conservessin forts sectors secundaris després d'haver assolit un alt desenvolupament en la tercera fase. Un contraexemple és la República Federal d'Alemanya. Encara que el sector secundari a Alemanya ha disminuït marcadament des dels anys 1950, no ha caigut fins als nivells predits per Fourastié. La raó per a aquesta incorrecció està en l'extremadament alta taxa d'exportacions d'Alemanya.
3. Fourastié va afirmar que el sector terciari sempre requeria un nivell educatiu de la força de treball extremadament elevat i aquest no és, però, sempre el cas. Atès que al sector terciari se'l relaciona sovint amb el sector serveis, inclou molts treballs com els enllustradors, els escombriaires, entre d'altres La teoria que s'ha d'assolir un nivell educatiu alt en el sector serveis queda refutada amb exemples com aquests, on hi ha força feines que requereixen poca qualificació.
4. Fourastié va pronosticar que els salaris dels treballadors s'equilibrarien a un nivell alt en les economies terciàries, però això no ha passat. De fet, el canvi ha ocorregut en la direcció contrària: la desigualtat salarial s'ha incrementat de manera continuada en la majoria dels estats de l'OCDE.

Fourastié va descriure el sector terciari -que, en general, és assimilat al sector serveis- com un sector de la producció amb poc o gens de desenvolupament tècnic i, per tant, amb reduïts guanys en productivitat en el millor dels casos. Aquesta equivalència del sector terciari amb el sector serveis és avui dia vàlida només en alguns casos. Per això, s'ha introduït la creació d'un nou sector quaternari basat en la informació, i en l'evolució des d'una societat postindustrial de serveis a una societat de la informació, o una revolució de la informació.
La terminologia de primer, segon i tercer sector és utilitzada sovint en l'actualitat per a distingir entre l'economia orientada a la producció (primer sector), l'estat (segon sector) i les organitzacions no governamentals (tercer sector), més que en la manera descrita pels seus autors.

## Transformacions estructurals d'acord amb Fourastié
La distribució de la força de treball entre els tres sectors progressa al llarg dels diferents estadis de la manera següent, d'acord amb Fourastié:

### Primera fase: civilitzacions tradicionals
Quotes de força de treball:
- Sector primari: 70%
- Sector secundari: 20%
- Sector terciari: 10%

Aquesta fase representa una societat no gaire desenvolupada científicament, amb un ús menyspreable de maquinària. L'estat de desenvolupament es correspon amb el dels estats europeus en els inicis de l'edat mitjana, o als actuals països en desenvolupament.

### Segona fase: període de transició
Quotes de força de treball:
- Sector primari: 20%
- Sector secundari: 50%
- Sector terciari: 30%

Es desplega més maquinària en el sector primari, la qual cosa redueix el nombre de treballadors necessaris al camp. Com a resultat de la demanda de producció de maquinària, el sector secundari creix. La fase de transició comença amb un esdeveniment que pot identificar-se amb la industrialització: la mecanització profunda (i, per tant, l'automatització) de la manufactura, com l'ús de les cintes de transport.
El sector terciari comença a desenvolupar-se, així com el sector financer i el poder de l'estat.

### Tercera fase: civilització terciària
Quotes de força de treball:
- Sector primari: 10%
- Sector secundari: 20%
- Sector terciari: 70%

Els sectors primari i secundari estan creixent dominats per l'automatització, i la demanda quantitativa de força de treball cau en aquests sectors. Això és acompanyat per demandes creixents del sector terciari. La situació es correspon amb les societats industrials actuals i amb la societat futura, la societat postindustrial o de serveis. Actualment, el sector terciari ha crescut fins a una mida immensa que fa que, de vegades, se'l divideixi en un sector quaternari basat en la informació (vegeu més amunt), i fins i tot en un sector quinari basat en els serveis sense ànim de lucre.